# Джонні Марцетті
Джонні Марцетті (англ. Johnny Marzetti) — американська страва з пасти в кухні Середнього Заходу, приготовлена з локшини, сиру, яловичого фаршу і томатного соусу, який може містити овочі та гриби. Схоже на американський чоп-суей та американський гуляш..

## Історія
Джонні Марцетті придумала італійська іммігрантка, на ім'я Тереза Марцетті в Колумбусі, штат Огайо, в італійському ресторані Marzetti's, заснованому в 1896 на Вудрафф-авеню і Хай-стріт. Однією зі страв, яку Марцетті пропонувала своїм клієнтам, була запечена запіканка з яловичого фаршу, сиру, томатного соусу та локшини, яку вона назвала на честь свого зятя Джонні. Тереза Марцетті була першою, хто подав запіканку Джонні Марцетті у ресторані. Близькість до сусіднього державного університету Огайо допомогла першому ресторану досягти успіху і поширити популярність Марцетті.
До 1920-х років він став популярним в Огайо і на Середньому Заході США. Початковий ресторан закрили 1942 року, але другий заклад, відкритий 1919 року, продовжував працювати, доки 1972 року не померла Тереза Марцетті. Згодом ресторан Marzetti став відомим завдяки різним заправкам для салатів, які дотепер виробляють під маркою T. Marzetti Company.
Джонні Марцетті також став популярною стравою у колишній зоні Панамського каналу. Деякі місцеві жителі вважали, що страва родом із цього регіону, і зазвичай називали її «Джонні Мацетті».